# 법안 제출권
법안 제출권 (法案提出權, right of initiative)은 입법부에 의안을 제출하여 입법절차를 개시할 수 있는 권리를 의미한다.

## 사례

### 대한민국
대한민국에서는 대한민국 헌법 제52조에 따라 국회의원뿐만 아니라 정부(행정부)도 법률안에 대한 제출권을 가진다고 규정하고 있으며, 이에 따라 정부는 국무회의의 심의를 거쳐 국회에 법률안을 제출할 수 있다. 이러한 현행 헌법은 기본적으로 대통령제를 규정하고 있으면서도 정부에 대하여 법률안 제출권을 인정하고 있다는 특징이 있다.

## 같이 보기
- 중화민국 헌법
- 입법부